# 延岡市立熊野江小学校
延岡市立熊野江小学校（のべおかしりつ くまのえしょうがっこう）は、宮崎県延岡市熊野江町にある公立の小学校。

## 概要
歴史
1874年（明治7年）に創立。現校名となったのは1955年（昭和30年）。2024年（令和6年）に創立150周年を迎えた。
校訓
「汗いっぱい・心いっぱい・知恵いっぱい」
校章
中央に校名の略称である「熊小」の文字（縦書き）を配している。
校歌
1955年（昭和30年）制定。作詞は横山寛、作曲は蓑毛慶栄による。歌詞は3番まであり、各番の歌詞中に校名の「熊野江」が登場する。
通学区域
延岡市のうち「熊野江町、須美江町」地区。中学校区は延岡市立南浦中学校。

## 沿革
- 1874年（明治7年）1月7日 - 熊野江村中村に創立し、「熊野江小学校」と称する。
- 1882年（明治15年）- 須怒江小学校を統合の上、須怒江分校とする。
- 1883年（明治16年）- 須怒江分校が分離の上、須怒江小学校として独立。
- 1886年（明治19年）4月 - 小学校令施行により、簡易科（3年制）を設置の上、「簡易熊野江小学校」に改称。
- 1889年（明治22年）5月1日 - 町村制施行により、東臼杵郡4村（浦尻・須怒江・熊野江・島野浦）が合併の上、「南浦村」が発足。
- 1890年（明治23年）- 尋常科（4年制）を設置の上、「尋常熊野江小学校」に改称。
- 1892年（明治25年）5月 - 「熊野江尋常小学校」に改称。
- 1901年（明治34年）5月22日 - 熊野江1970番地に新校舎が完成。
- 1907年（昭和40年）4月 - 須怒江尋常小学校を統合の上、須怒江分校とする。
- 1908年（明治41年）4月 - 改正小学校令により、尋常科（義務教育年限）が4年制から6年制に改められる。尋常科5年を新設。
- 1909年（明治42年）4月 - 尋常科6年を新設。
- 1911年（明治44年）- 須怒江分校が分離の上、須怒江尋常小学校として独立。
- 1919年（大正8年）6月 - 木造校舎（3教室）を増築。
- 1923年（大正12年）4月 - 南浦村立実業補習学校が併置される。島野浦・須美江・浦尻の3ヶ所に補習学校の分校が設置される。
- 1932年（昭和7年）1月 - 木造校舎（2教室）1棟が完成。
- 1935年（昭和10年）- 青年学校令施行により、南浦村立青年学校が併置される。須怒江尋常小学校を統合の上、須怒江分校とする。
- 1936年（昭和11年）4月 - 高等科（2年制）を設置の上、「熊野江尋常高等小学校」に改称。須怒江分校が分離の上、須怒江尋常小学校として独立。
- 1941年（昭和16年）4月1日 - 国民学校令施行により、「南浦村熊野江国民学校」に改称。尋常科を初等科に改める。
- 1947年（昭和22年）- 学制改革が行われる（六・三制の実施）。
  - 4月1日 - 熊野江国民学校の初等科は、新制小学校「南浦村立熊野江小学校」に改組・改称される。
  - 5月8日 - 熊野江国民学校の高等科は、青年学校普通科とともに、新制中学校「南浦村立熊野江中学校」に改組・改称される。当面の間、小学校に併設される。
- 1953年（昭和28年）7月 - 現在地に校舎を新築の上、移転を完了。
- 1954年（昭和29年）6月1日 - へき地振興法が施行。
- 1955年（昭和30年）
  - 4月1日 - 延岡市への編入により、「延岡市立熊野江小学校」（現校名）に改称。
  - 4月5日 - 校歌を制定。
- 1965年（昭和40年）4月 - 隣接地に南浦地区学校給食共同調理場が完成。完全給食を実施。校長が場長を兼務。
- 1966年（昭和41年）3月 - へき地集会場（体育館）が完成。
- 1974年（昭和49年）1月20日 - 創立100周年記念式典を挙行。
- 1979年（昭和54年）1月 - 鉄筋コンクリート造3階建て新校舎が完成。
- 1991年（平成3年）6月 - エノキを校木と定める。
- 2000年（平成12年）8月 - 教室の改修工事が完了。
- 2003年（平成15年）4月1日 - 延岡市立須美江小学校（すみえ）を統合。
- 2011年（平成23年）4月 - 熊野江小中学校合同PTAが発足。
- 2014年（平成26年）4月1日 - 延岡市立熊野江中学校が延岡市立南浦中学校に統合される。熊野江中学校の校地・校舎が南浦中学校に継承される。
- 2024年（令和6年）4月1日 - 延岡市立南浦中学校学びの多様化学校分教室「熊野江教室」が併置される。

旧・須美江小学校（すみえ）
- 1881年（明治14年）- 樋口の民家を借用の上、教育を開始。
- 1882年（明治15年）- 統合により、熊野江小学校の分校となる。
- 1883年（明治16年）4月 - 善門寺の一室を借用し、「須怒江小学校」（すぬえ）として独立。
- 1886年（明治19年）- 小学校令施行により、簡易科（3年制）を設置の上、「簡易須怒江小学校」に改称。
- 1889年（明治22年）5月1日 - 町村制施行により、「南浦村」が発足。
- 1890年（明治23年）- 尋常科（4年制）を設置の上、「尋常須怒江小学校」に改称。
- 1892年（明治25年）- 「須怒江尋常小学校」に改称。
- 1907年（明治40年）- 統合により、「熊野江尋常小学校 須怒江分校」となる。
- 1911年（明治44年）11月26日 - 「須怒江尋常小学校」として独立。
- 1935年（昭和10年） - 統合により、「熊野江尋常小学校 須怒江分校」となる。
- 1936年（昭和11年）4月1日 - 「須怒江尋常小学校」として独立。
- 1941年（昭和16年）4月 - 国民学校令施行により「南浦村須怒江国民学校」に改称。尋常科を初等科に改める。
- 1947年（昭和22年）4月 - 学制改革（六・三制の実施）により、新制小学校「南浦村立須怒江小学校」に改称。
- 1955年（昭和30年）4月1日 - 延岡市への編入により、「延岡市立須怒江小学校」に改称。
- 1959年（昭和34年）- 「延岡市立須美江小学校」（すみえ、最終名）に改称（「怒」→「美」）。
- 2003年（平成15年）3月31日 - 延岡市立熊野江小学校への統合により、閉校。92年の歴史に幕を閉じる。
  - 校歌 - 作詞は小嶋政一郎、作曲は海老原吉之による。歌詞は3番まであり、1番の歌詞中に校名の「須美江」が登場する。

## 交通
最寄りのバス停留所
- 宮崎交通バス 「給食センター前」

最寄りの幹線道路
- 国道368号

## 周辺
- 延岡市立南浦中学校（旧・熊野江中学校）
- 延岡熊野江郵便局
- 熊野江神社
- 熊野江川
- 熊野江海水浴場

## 参考資料
- 「延岡市史 下巻」（1983年（昭和58年）2月11日発行, 延岡市）p.133～p.138